# Cornelia Zangheri Bandi
Cornelia Zangari o probabilmente Zangheri (Longiano, 20 luglio 1664 – Cesena, 15 marzo 1731) è stata una nobile italiana, nota per essere stata vittima di un presunto caso di combustione spontanea.

## Biografia
Cornelia Zangari nasce a Longiano, all'epoca facente parte dello Stato Pontificio, nel 1664 dal conte Francesco Maria Zangari. Sposatasi con il conte Francesco Bandi, diede alla luce sette figli, tra cui il futuro cardinale Giovanni Carlo Bandi. Una delle figlie, Anna Teresa, sposerà il conte Marco Aurelio Braschi, dando alla luce nel 1717 il primo di otto figli, Giovanni Angelo Braschi, che nel 1775 diventerà il futuro Papa Pio VI.

## La morte
Nella notte tra il 14 e il 15 marzo 1731 la contessa Zangari, dopo aver finito di cenare, venne accompagnata fino alla sua camera da letto dalla cameriera, con la quale rimase a chiacchierare per un paio d'ore. Il mattino seguente, dopo essere entrata nella sua camera da letto, la stessa cameriera trovò il corpo della contessa parzialmente ridotto in cenere, mentre alcuni resti di esso come dita delle mani, parte anteriore del cranio e gambe vennero trovati vicini al caminetto. Alcuni racconti dell'epoca sottolinearono che la contessa era solita bere una quantità spesso eccessiva di brandy e si bagnava con esso dopo averlo canforato per alleviare dolori fisici di cui la stessa donna avrebbe sofferto. Inoltre, al momento del ritrovamento del corpo, il letto e tutti gli altri mobili non erano rimasti coinvolti dal fuoco ma erano semplicemente coperti da uno strato oleoso.
Descritto come un caso di probabile combustione spontanea, la vicenda ebbe notevole rilevanza sia in Italia che all'estero, tanto da essere menzionata nella prefazione del romanzo di Charles Dickens Casa Desolata (qui la contessa viene erroneamente chiamata "Cornelia de Baudi Cesenate"), dove lo scrittore sembra premere molto sul fatto che si tratti di combustione. Il caso viene anche citato in vari altri testi, anche anteriori al romanzo di Dickens, come Cornelia Baudi.